# استفان نهم
پاپ استفان نهم (به انگلیسی: Stephen IX) یکی از پاپ‌های کلیسای کاتولیک رم بود که از ۱۰۵۷ تا ۱۰۵۸ میلادی پاپ بود.